# 学校図書館司書教諭講習規程
学校図書館司書教諭講習規程（がっこうとしょかんししょきょうゆこうしゅうきてい、昭和29年8月6日文部省令第21号）は、学校図書館法の規定に基き、司書教諭の講習について定めている文部科学省所管の省令である。

## 概要
学校図書館法（昭和28年法律第185号）の第5条第4項には、「前項に規定するものを除くほか、司書教諭の講習に関し、履修すべき科目及び単位その他必要な事項は、文部科学省令で定める。」と定められている。前項（第5条第3項）には、司書教諭の講習は、大学その他の教育機関が文部科学大臣の委嘱を受けて行うことが定められている。
以上の規定に基づいて制定されているのが、学校図書館司書教諭講習規程である（学校図書館司書教諭講習規程第1条）。

## 構成
- 制定文
- この省令の趣旨: 第1条
- 受講資格: 第2条
- 履修すべき科目及び単位: 第3条
- 単位計算の基準: 第4条
- 単位修得の認定: 第5条
- 修了証書の授与: 第6条
- 雑則: 第7条
- 附則